# Humberto Lara
Humberto Lara Muñoz (ur. 12 października 1900 w Concepción, zm. w 1957) – chilijski lekkoatleta, płotkarz. Uczestnik Igrzysk Olimpijskich 1924, mistrz i brązowy medalista mistrzostw Ameryki Południowej.
Podczas Igrzysk Olimpijskich w Paryżu w 1924 roku brał udział w biegu na 400 m przez płotki. W pierwszej rundzie w swoim biegu eliminacyjnym zajął 2. miejsce z czasem 56,5 s. i awansował do półfinału. W drugim półfinale zajął ostatnie, 6. miejsce z czasem 59,0 s i nie awansował do finału.
Jest dwukrotnym medalistą mistrzostw Ameryki Południowej w lekkiej atletyce w biegu na 400 m przez płotki. W 1924 roku zdobył złoty medal z czasem 56,2 s, a w 1927 – brązowy.
Rekord życiowy zawodnika w biegu na 400 m przez płotki wynosi 56,2 s. Wynik ten został osiągnięty w 1924 roku.